# Samaritans
Els samaritans (etnònim: Xomronim, que significa "l'observador" o "el que vigila") són els membres d'una comunitat etnico-religiosa originada de la barreja entre la població autòctona israelita de Samaria i els colons introduïts pels assiris després de la destrucció de la ciutat (722 aC) provinents de Babilònia, Cut, Avà, Hemat i Sefarvaim. Són un poble diferenciat dels israelites; són un grup d'individus que es defineixen a si mateixos com descendents dels antics israelites, i que viuen a Israel i alguns al territori de l'Autoritat Nacional Palestina, a Cisjordània. La seva religió s'anomena samaritanisme. El nom, utilitzat també com a gentilici, es dona als habitants de Samaria.
Després de la invasió i ocupació assíria de Samaria al segle viii aC els habitants de la zona foren deportats i a la regió es van establir nous habitants, àrabs, sirians i de Mesopotàmia, que barrejats amb els que van quedar al lloc van originar la nació dels samaritans.
Els samaritans ofereixen la paradoxa de ser alhora un dels grups més petits del món, ja que l'any 2007 eren només 712 persones, i els que tenen la història escrita més antiga, ja que la seva existència s'esmenta en el primer mil·lenni aC, a Samaria. Ells van dominar la regió, l'actual nord d'Israel, fins al segle vi.
La seva religió, com el judaisme, es basa en el Pentateuc. No obstant això, a diferència d'aquest, es nega la centralitat religiosa de Jerusalem. Van aparèixer abans del judaisme rabínic, i no tenen rabins, ni accepten el Talmud del judaisme ortodox. Els samaritans també neguen els llibres de la Bíblia hebrea posteriors al Pentateuc (els llibres dels profetes i llibres hagiògrafs).
Ells no es consideren jueus, sinó com els descendents dels antics israelites de l'antic regne de Samaria. En canvi, els jueus ortodoxos els consideren com a descendents de poblacions estrangeres (colons assiris de l'antiguitat) que van adoptar una versió il·legítima de la religió jueva, i com a tal es neguen a considerar-los com a jueus o, fins i tot, com a descendents dels antics israelites. Són reconeguts com a jueus per l'Estat d'Israel. A la Bíblia hi ha referències a la mala relació entre jueus i samaritans, com per exemple a la Paràbola del bon samarità.

## Literatura samaritana
La literatura samaritana és la literatura conreada pels samaritans en les diverses llengües que han emprat al llarg dels segles. L'hebreu fou la llengua del famós Pentateuc samarità, obra dels segles XI-XIV, però que ells consideren del temps de la conquesta de Canaan (segle xiii aC) i que serveix de llengua litúrgica. Tingué una revifalla literària al segle xiv (Yaaqov ben Ismael, Pinḥas ben Yosef, Eleazar i Abiša) i una altra al segle xix.
En arameu samarità foren escrits el Targum samarità del segle iv i la majoria de composicions exegètiques i litúrgiques, com el Memar Malḳhah i el Defter, llibre principal de la litúrgia samaritana, moltes de les oracions del qual són obra d'Amram Dara (segle iv). També hi foren escrites algunes obres històriques. Durant el període hel·lenico-romà (segles IV aC-IV dC) fou emprat el grec, bé que n'han pervingut només uns pocs fragments literaris d'Alexandre Polihistor. Una probable traducció grega del Pentateuc Samarità (Samareitikon) figurava en les Hexapla d'Orígenes. Finalment, d'ençà del domini musulmà, la majoria d'obres samaritanes de caràcter històric, jurídic, exegètic i gramatical foren escrites en àrab. Es destaca l'obra d'Abū-l-Fatḥ ibn Abū-l-Ḥasan (segle xiv), que compilà els Annals del gran sacerdot Pinḥas ben Yosef. S'inspira en l'obra de Ya'acob ben Ismael et-Tolide i en l'anomenat Llibre de Josuè. Literàriament i filosòficament, les millors obres són Sair al-Qalb ('Camí del cor'), d'Ibrahim al-Kabāsī (1532), i el Naixement de Moisès, d'Isma'īl al-Rumyḥ (1537). També hi ha les versions àrabs del Pentateuc de Sa'adiya Gaon (mort el 942), en caràcters samaritans, i, sobretot, la d'Abū Sa'īd (segle xiii), autor també d'un breu tractat en àrab sobre la pronunciació samaritana de l'hebreu.

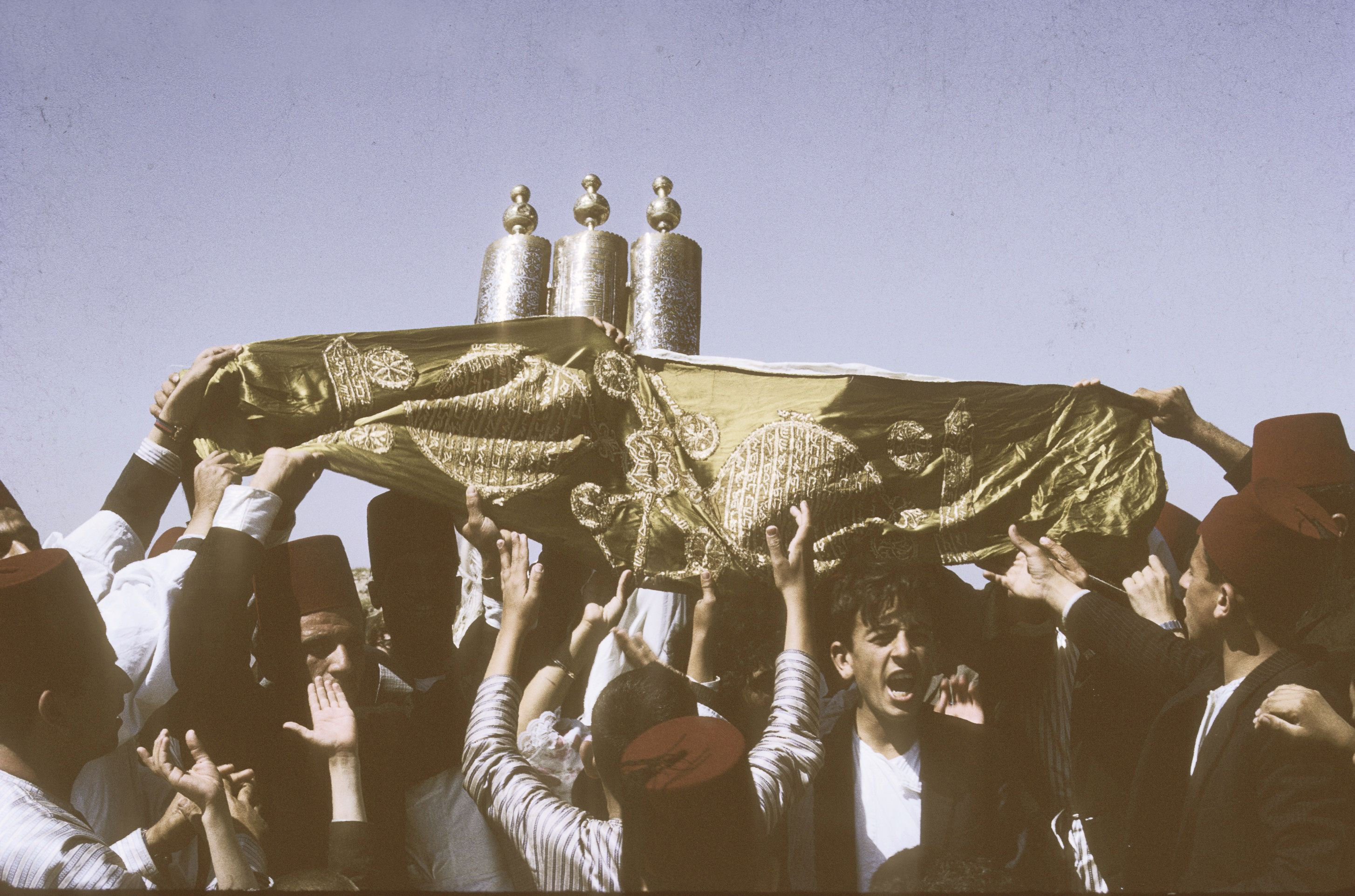
Creients samaritans celebrant l'entrega de la Torà al mont Gerizim prop de Nablus 1984 De la col·lecció Dan Hadani La Biblioteca Nacional d'Israel